# Topos – Internationale Beiträge zur dialektischen Theorie
Topos – Internationale Beiträge zur dialektischen Theorie war eine marxistische Halbjahreszeitschrift, herausgegeben von Hans Heinz Holz und Domenico Losurdo in Verbindung mit dem Istituto Italiano per gli Studi Filosofici und dem Centro di Studi Filosofici S. Abbondio. Nach dem Tod von Hans Heinz Holz im Jahr 2011 wurde die Zeitschrift eingestellt.

## Geschichte
Topos erschien von 1993 bis 1997 mit den Heften 1 bis 8 im Pahl-Rugenstein Verlag Nachfolger in Bonn. 1997 wechselten die Herausgeber nach Bielefeld zum Aisthesis Verlag. Hier erschienen die Hefte 9 bis 13–14 (Teil 1 und 2). Ab 2000 bis zur Einstellung der Zeitschrift im Jahr 2011 erschienen die Hefte 15 bis 36 sowie zwei Sonderhefte in den Edizioni La Città del Sole in Neapel. Die einzelnen Nummern waren jeweils einem Hauptthema gewidmet.
Die Herausgeber verstanden Topos als Zeitschrift, „die die Tradition der klassischen dialektischen Philosophie aufnehmend und das Erbe der Marxschen Theorie weiterführend eine philosophische Reflexion unserer Zeit stimuliert und vermittelt.“ Die Herausgeber sahen die Aufgabe der Philosophie darin, eine begriffliche „Topologie der Welt“ zu leisten, wodurch sich der Name der Zeitschrift erklärt. Geschichtsphilosophische und philosophiegeschichtliche Beiträge standen neben polemischen Essays und bisher unveröffentlichten Archivmaterialien.
Zwischen 1980 und 1989 erschienen im Kölner Pahl-Rugenstein-Verlag, der der Deutschen Kommunistischen Partei nahestand, die von Hans Heinz Holz und Hans Jörg Sandkühler herausgegebene Zeitschrift Dialektik. Beiträge zu Philosophie und Wissenschaften. Diese mündete 1990 in die Veröffentlichung der Europäischen Enzyklopädie für Philosophie und Wissenschaften in vier Bänden im Hamburger Meiner Verlag. Nach 18 Ausgaben konnte Dialektik aufgrund der politischen Entwicklung seit 1989 nicht mehr in alter Form fortgeführt werden. Topos kann daher als durch Hans Heinz Holz getragene Fortführung der „alten“ marxistischen Dialektik unter neuen weltpolitischen Bedingungen betrachtet werden.
Topos war der materialistischen Dialektik und dem historischen Materialismus verpflichtet. Redakteur war der Theologe Dieter Kraft, Mitarbeiter im DDR-Regionalausschuss und Prager Stab der Christlichen Friedenskonferenz und inoffizieller Mitarbeiter der DDR-Staatssicherheit unter dem Decknamen „IM Michael“.

## Themen
Die Zeitschrift beschäftigte sich jeweils mit bestimmten Hauptthemen. Insgesamt erschienen 36 Nummern, zwei Sonderhefte und eine Sonderausgabe. Die Themen der Hefte 1 bis 27 sind als PDF-Datei öffentlich zugänglich:
| - Topos Heft 1/1993: Weltgeschichte - Topos Heft 2/1993: Demokratie - Topos Heft 3/1994: Epochenwandel - Topos Heft 4/1994: Kritische Theorie - Topos Heft 5/1995: Friedrich Engels - Topos Heft 6/1995: Spinoza - Topos Heft 7/1996: Dialektik-Konzepte - Topos Heft 8/1996: Aufklärung - Topos Heft 9/1997: Aspekte der Ökonomie - Topos Heft 10/1998: Menschenbild - Topos Heft 11/1998: Materialismus - Topos Heft 12/1999: Bildung - Topos Hefte 13 und 14/1999: Herkunft – Zukunft Teil 1 - Topos Hefte 13 und 14/1999: Herkunft – Zukunft Teil 2 | - Topos Heft 15/2000: Kriegswelt - Topos Heft 16/2000: Imperialismus - Topos Heft 17/2001: Ideologie - Topos Heft 18/2001: China - Topos Heft 19/2002: Widerspiegelung - Topos Heft 20/2002: Rationalität - Topos Heft 21/2003: Menschenrecht - Topos Heft 22/2003: Lenin - Topos Heft 23/2005: Peter Hacks - Topos Heft 24/2005: Gesellschaft - Topos Heft 25/2006: Ästhetik - Topos Heft 26/2006: Wolfgang Abendroth - Topos Heft 27/2007: Welt-Sichten |

Mit Stand vom Februar 2025 sind die folgenden Themen noch nicht als PDF-Dateien der Öffentlichkeit zugänglich gemacht:
| - Topos Heft 28/2007: Revolution - Topos Heft 29/2008: Europa - Topos Heft 30/2008: Unterwegs zu Marx - Topos Heft 31/2009: Mythologie - Topos Heft 32/2009: Grundgesetz - Topos Heft 33/2010: Naturdialektik | - Topos Heft 34/2010: Klassik - Topos Heft 35/2011: Philosophie I - Topos Heft 36/2011: Philosophie II - Sonderheft 1/2005: Umrisse einer ökonomisch. Analyse des Kapitalismus heute - Sonderheft 2/2008: 1789 • 1917. Zwei Revolutionen - Sonderdruck 2008: Salz der Erde. Dieter Frielinghaus zum 80. Geburtstag |